# Mission sui juris Afghanistan
Die Mission sui juris Afghanistan (lat.: Missio sui iuris Afghanistaniensis) ist eine in Afghanistan gelegene römisch-katholische Mission sui juris mit Sitz in Kabul. Sitz ist in der italienischen Botschaft in Kabul.

## Geschichte
Es gibt kein sichere Überlieferung über Missionierung in apostolischer Zeit. In der Region Baktrien, die teilweise in Afghanistan liegt ist ein Präsenz des Apostel Thomas bekannt. Die ersten bekannten Missionierungen erfolgten durch die Assyrische Kirche des Ostens. Sie errichtete in Herat eine Metropolitanbistum.
642 kam die Islamischen Eroberung in Afghanistan an. Im 14. Jahrhundert war das Land fast komplett zum Islam konvertiert. Es gab noch einige heidnische Gebiete in der Provinz Nuristan, die erst im 19. Jahrhundert konvertierten.
Der erste katholische Geistliche im Land war Antoni de Montserrat. Der Jesuit begleitete 1581 Akbar I. auf einer Militärexpedition nach Afghanistan. 1582 durchquerte der Jesuit Bento de Góis das Land auf seinen Weg von Indien nach China.
Im Zweiten Anglo-Afghanischen Krieg begleiteten Mill-Hill-Missionare als Seelsorger die britischen Soldaten.
1930 hielt der 70-jährige Pfarrer von St. Peter und Paul aus Chicago, George Blatter eine Messe in Afghanistan. Er wurde an den Königshof von Mohammed Nadir Schah geladen. Er infizierte sich mit Malaria und verließ das Land. 1932 hatte er eine Privataudienz bei Papst Pius XI.
Papst Pius XI. gründet eine Mission in Afghanistan und vertraut sie den Ordensklerikern des Heiligen Paulus an. Die Barnabiten entsandten zwei Paters (Caspani und Cagnacci) nach Afghanistan, von denen einer sich als Studienassistent tarnte. Das Gotteshaus wurde am 1. Januar 1933 eingeweiht. Die Kapelle Notre-Dame de la Divine Providence stand auf dem Gebiet der italienischen Botschaft in Kabul und wurde durch das Abkommen zwischen Italien und Afghanistan über den Austausch ständiger diplomatischer Vertretungen ermöglicht. Seit der arabischen Eroberung Zentralasiens im 7. Jahrhundert war dies das erste Mal, dass eine Regierung die offizielle Errichtung einer katholischen Präsenz in Afghanistan genehmigt hatte. Diese Kapelle ist bis heute die einzige katholische Kultstätte im gesamten afghanischen Gebiet. Ihm folgten die Patres Giovanni Bernasconi (1947–1957), Raffaele Nannetti (1957–1966), Angelo Panigati (1966–1990) und Giuseppe Moretti (1990–1994). Letzterer musste 1994 das Land verlassen, da in Afghanistan nach dem Abzug der sowjetischen Truppen (1989) und dem Sturz des kommunistischen Regimes (1992) ein Bürgerkrieg ausbrach. 1996 übernahmen die Taliban die Macht und gründeten das Islamische Emirat, das bis 2001 bestand, als die internationale Militärkoalition mit der Operation „Enduring Freedom“ intervenierte. Pater Serge de Beaurecueil OP lehrte bis zum Sowjetischen Einmarsch in Afghanistan an der Universität von Kabul. Pater Giuseppe Moretti B.  kehrte 2001 auf Bitten von Papst Johannes Paul II. nach Kabul zurück.
Die Mission sui juris Afghanistan wurde am 16. Mai 2002 durch Papst Johannes Paul II. errichtet. Erster Superior (Superior ecclesiasticus seu Ordinarius loci) wurde Giuseppe Moretti, B. Sein Nachfolger wurde im November 2014 Giovanni M. Scalese, B.
Seit der Rückeroberung Afghanistan durch die Taliban handelt es sich gemeinsam mit Nordkorea um das Land mit der höchsten Christenverfolgungsrate.

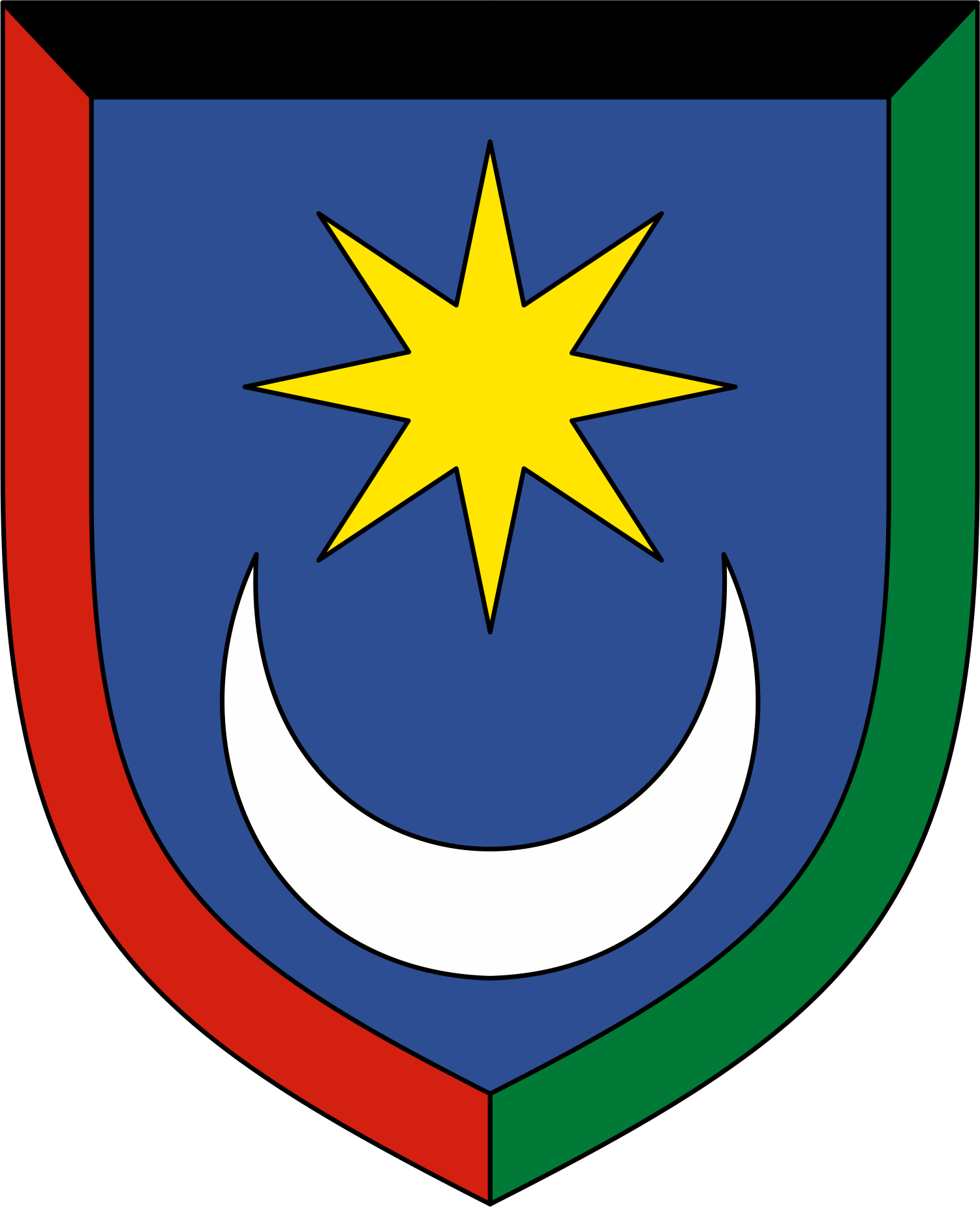
Wappen

## Wappen
Das Wappen stammt aus dem Jahr 2018.
In einem azurblauen Schild ein silberner Halbmond mit einem goldenen Stern (die Farben des Heiligen Stuhls, von dem die Mission abhängt).
Der Schild ist von einem Rand in den Farben der afghanischen Flagge (Schwarz, Rot und Grün) umgeben.
Der Schild ist mit einem Prozessionskreuz aus Herat verziert, eines der seltenen Überreste des christlichen Erbes in Afghanistan.
Unterhalb des Schildes befindet sich ein rot gesäumtes Silberband mit dem Wahlspruch „Orietur Stella“ („Ein Stern wird aufgehen“).